# Mythimna subsignata
Mythimna subsignata är en fjärilsart som beskrevs av Moore 1881. Mythimna subsignata ingår i släktet Mythimna och familjen nattflyn. Inga underarter finns listade i Catalogue of Life.